# Buriats

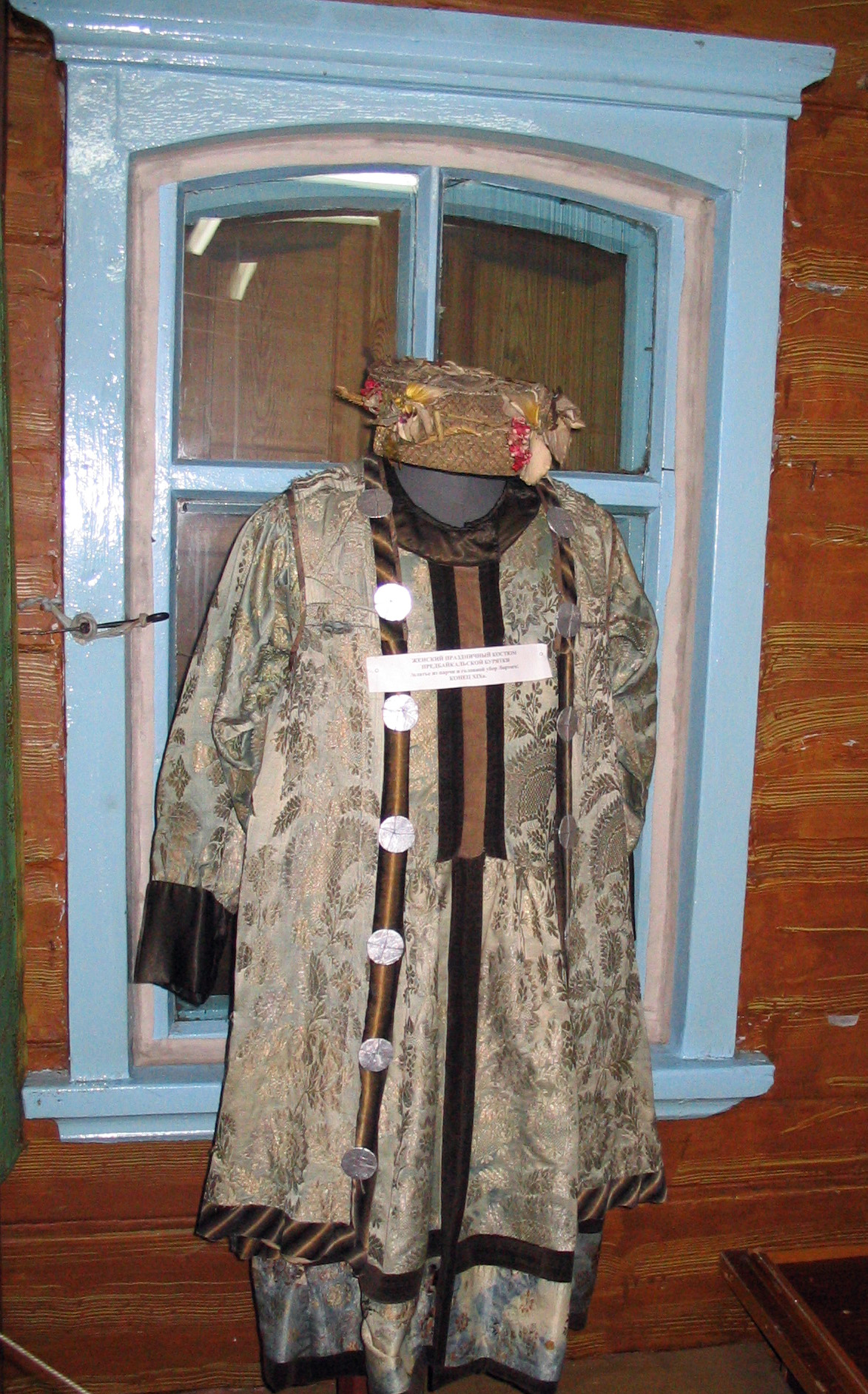
Roba de dona Buriat tradicional

Els buriats són un poble mongòlic format per vora mig milió d'individus, i juntament amb els Iacuts són la minoria ètnica més important de Sibèria, habitant els territoris autònoms de Buriàtia (uns 273.000), Aga Buriàtia (43.000) i Ust-Orda Buriàtia (54.000), a Rússia; al nord-est de Mongòlia i a la regió autònoma xinesa de Mongòlia interior. Són el principal subgrup ètnic dels mongols del nord. Els buriats són un poble descendent dels mongols i en conserven molts dels costums, inclosa la ramaderia nòmada i les iurtes com a habitatge. Avui, la majoria viuen als voltants d'Ulan Udè, la capital de la república, tot i que molts conserven a les estepes la seva forma de vida tradicional. La seva llengua és el buriat.

## Costums i creences
Els buriats ocuparen les regions entre el llac Baikal i els rius Lena, Onon i Oka. Vivien de la ramaderia, encara que practicaven l'agricultura estacional de sègol, ordi i altres cereals, la cacera, la pesca i l'artesania de ferro, feltre i pells. La base social era l′ulus (comunitat primitiva), compost d'algunes iurtes o cabanes de feltre anomenades ger, similars als hogan dels indis navaho d'Arizona, on vivia el pare de família amb els fills i nebots. Cada ulus era governat per una mena de síndic; un grup d′′ulus podia formar un aimak, dirigit per un schulenga, i un grup d'aimaks podien ser reunits en departaments de jurisdiccions (vedomstva), considerats com a "municipis de l'estepa", dirigits per un taishi (noble local) i uns membres locals. Tenien filiació patrilineal, i normalment es casaven entre els membres dels clans, cosa que antigament era prohibida.
La seva cultura tenia diverses diferències locals. Els septentrionals vivien en cases de fusta amb forma de prisma hexagonal o octogonal, que reproduïa la forma dels iurtes; els meridionals vivien en iurtes còniques de feltre. Homes i dones duien la mateixa vestimenta: una camisa de tela xinesa, així com pantalons de cuir i una jaqueta de pell amb pana. Porten un barret gris amb un floc de color vermell, i a l'hivern es posen caputxa de pell. Els homes porten el pèl curt i el pentinat de les dones és força complicat. Es pengen polty (arracades) a les orelles. Als peus duien a l'estiu polaines de pell de cavall, i fabricaven l'aiguardent aracha.
Socialment es divideixen en dues classes, noions i no nobles, i esclaus. S'organitzaven en ulus, clans i confederacions clàniques, que rebutjaren iacuts i evenkis cap al nord. També fabricaven bratstisch, objectes de ferro damasquinats en argent. Les principals tribus són els bulaget, ekhirit, khorunt i khongodor, amb alguns evenkis mongolitzats. Entre els segles II i IV formaren part dels estats Xianbei, Ruanruan i Tujue.
Religiosament, inicialment eren xamanistes. Creien que el món era una espessa tassa invertida i que comprenia tres parts i que comprenia tres parts: el Món de Dalt (la volta del cel), el Món Central (la terra) i el Món de Baix. Las terra sura sobre un element líquid, suportada per un monstre gegantí (una tortuga), els moviments dels quals són la causa dels terratrèmols. El Món de Baix, unit a la Terra pel Pilar del Món, comprèn 17 llits; del Centre de la Terra sorgia un Arbre Còsmic, on al cim hi resideix la morada dels déus. Els Tres Mons són habitats tant per déus com per esperits; hi ha 99 déus, 55 "déus blancs de l'Oest", que són benèvols, i 44 "déus negres de l'Orient", que són malvats. El cap dels déus blancs és el Senyor Erlen.

## Història
Com a Dinglin, es té constància de l'existència del grup ètnic des del segle ii aC. Com a Buriyad, se'n té des del 1240, i se sap que Jotxi, fill de Genguis Kan, va marxar a subjugar-los el 1207.
Tot i que oficialment formaven part dels imperis de Genguis Kan el 1230 i de l'Imperi dels Kans de la Xina, en la pràctica es mantingueren independents, bé que no formaren cap estructura estatal organitzada. També formaren part de l'Imperi dels Oirats i dels Calmucs. Les dones eren gairebé esclaves, i feien ídols de feltre, fusta, llauna o pells pintats amb carbó.
Cap al 1600, quan els russos començaren a penetrar al territori, els monjos tibetans i mongols hi predicaren el budisme lamaista. El seu nou cap religiós era el Pandito Hambo Lama i residia a un monestir vora el llac Gussinoga. Això provocaria canvis en llur sistema tradicional, creant l'estratificació social i iniciant el feudalisme; alhora, es cohesionaven com a nació.
Simultàniament, els primers cosacs russos s'establiren a Orient, i el 1631 fortificaren amb una palissada l'establiment de Bratskij Ostrog, que era un centre comercial. Això facilitaria que el 1644 els buriats se sotmetessin al tsar de Rússia.
Fins aleshores no es diferenciaven gaire dels altres mongols. Del 1658 al 1696 foren governats per un voivoda rus resident al fort de Verkhneudinsk, però els buriats seguiren organitzats en taishis, i governats per un Consell d'Ancians. Amb els establiments militars arribaren els colons russos: personal militars, cosacs i pagesos, que ocuparen les millors terres, cosa que provocà una revolta buriata a l'estepa de Balagansk. Més tard, el 1696, els cosacs de Transbaikàlia i els streltsy es revoltaren contra el voivoda d'Irkutsk (centre administratiu, militar i comercial en territori buriat) i en setjaren la ciutat.
Durant el segle xviii els ekhint-buriat vivien dispersats en els boscos com a caçadors nòmades dividits en clans rivals. Un cop sotmesos, intentaren destruir llur organització, però s'adaptaren. Els onze clans khori, a l'est del Baikal, eren grans ramaders que fugiren de sotmetre's als mongols i manxú, de manera que trobaran en el tsar un protector acceptable que vivia lluny, raó per la qual se'n sotmetran de manera voluntària inicialment. La seva estructura social era ben jerarquitzada i estructurada com a garantia d'ordre i solidaritat contra el khalkha, i llurs tropes a cavall una reserva per al tsar.
Durant el segle xviii i la primera meitat del segle xix s'incorporaren al sistema econòmic rus. Els buriats foren obligats a pagar el iasak (impost en diners) en farratges i ramat en comptes d'una espècie en pells, com feien els evenkis que vivien a la regió. Pels tractats de Nertxinsk del 1689 i de Kiakhta del 1727, pel qual es fixaren definitivament les fronteres sino-russes, foren dominats definitivament per Rússia, ja que els xinesos renunciaren a llurs pretensions a la zona, i intentaren emprar-los com a intermediaris i mitjancers amb els altres pobles mongols per tal d'incorporar-los a la seva causa. També s'hi construïren molts datsans (monestirs lamaïstes).
El desenvolupament de la regió pels comerciants russos amb Xina i Mongòlia facilità el fet que el 1760 el comerç de Kiakhta reunís el 67% del comerç total de Rússia amb Àsia. Alhora, el govern rus de Caterina la Gran promogué la difusió del budisme, però intentà limitar la influència de la jerarquia mongòlica en els afers religiosos buriats. Per aquest motiu, el 1764 el cap del monestir de Colgol, el lama Zajaev, fou nomenat cap suprem dels budistes buriats, cap espiritual amb el títol de Pandito Hambo Lama; aprofitant la protecció del govern rus els clergues budistes lluitaren ferotjament contra el xamanisme.
Els budistes es reforçaren amb l'arribada del Tibet el 1812 de 150 lames, cosa que els faria religió majoritària entre els buriats, tot i que en el segle xviii els ortodoxos ja havien establert missions, i que per la mateixa època els protestants anglesos una altra, que funcionarà fins al 1842. Endemés, des del 1766 els buriats foren organitzats en una tropa especial, semblant a la dels cosacs, de quatre regiments comandats per un hetman, i que pel 1851 entraren a formar part de les tropes cosaques de Transbaikàlia.
D'acord amb l'Estatut d'Administració dels Pobles No Russos del 1822, anomenat Estatut Speransky, les Dumes de les Estepes, encapçalades pels taisha, representants de l'administració local, esdevingueren Agències Buriates. L'ulus fou considerat com a base de tota la comunitat buriata, i agrupats en vedomstva. També es crearen tribunals regulats pels grups agnaticis, però les causes polítiques i penals restaren sota la jurisdicció dels tribunals russos. El 1853 el govern rus publicà un ordenament jurídic relatiu a la limitació a 34 monestirs amb 285 monjos (abans de la limitació els lames eren uns 4.500 arreu del país). La sedentarització progressiva els va dur a practicar l'agricultura i una economia comercial i artesana.

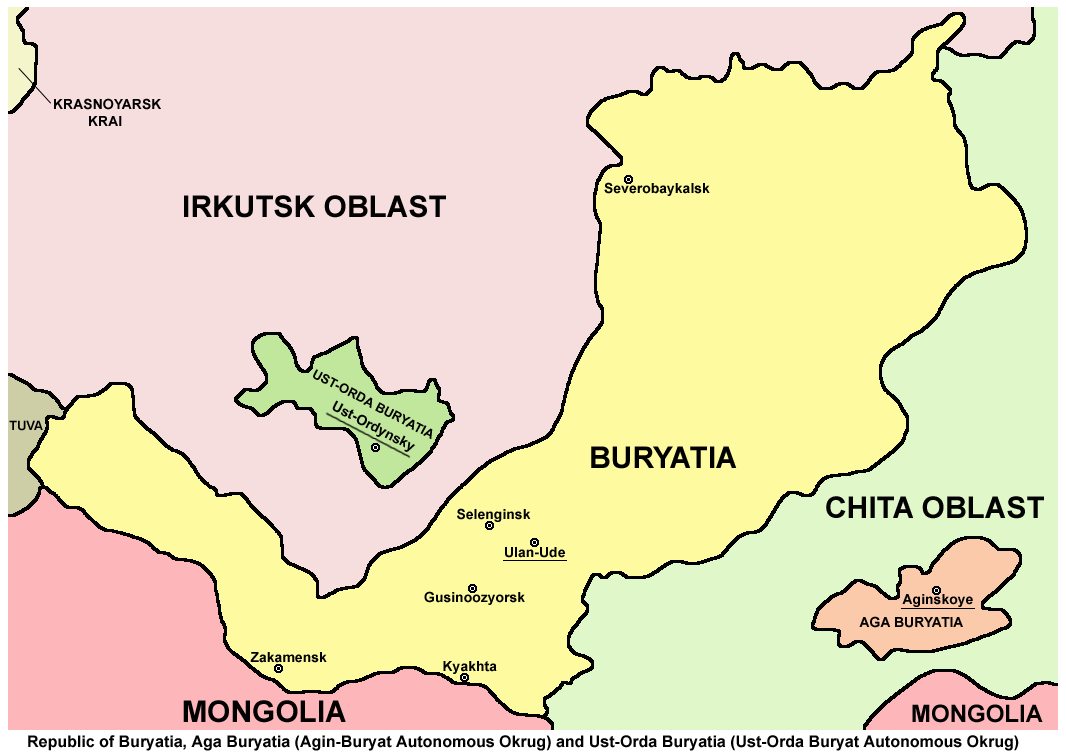
Situació de Buriàtia.

Durant la segona meitat del segle xix, foren víctimes del procés de desenvolupament capitalista, així com de l'extracció d'or que arribà a 557 quilos l'any el 1880-1890, així com la construcció de molins i saboneres. Però les expropiacions de terres als nòmades i els intents de conversió a l'ortodòxia provocaren malestar i consciència ètnica al voltant del lamaisme, sobretot entre els khori, mentre els akhirit, xamanistes, foren més propensos a la russificació.
La construcció del Ferrocarril Transsiberià del 1891 al 1905 contribuí al creixement industrial i comercial de la vila de Verkhneudinsk. S'inicià l'explotació i tractament del carbó, però els buriats continuaren vivint de la ramaderia. Tot i així, a finals del segle xix la gran majoria dels buriats s'havia sedentaritzat, sobretot mercè la reforma del volost (districte rural), cosa que facilità l'opressió administrativa i policial. El 53% de les terres buriates d'Irkutsk i el 36% de les de Transbaikàlia (gubernia que englobava els buriats), havien estat expropiades i entregades als colonitzadors russos, cosa que provocà malestar i formació del moviment nacional. Per això el 1904 tot el país fou posat sota la llei marcial.
Entre el 1902 i el 1904 es formaren els primers grups socialdemòcrates, liderats pels exiliats russos I. V. Babuixkin, V. K. Kurnatovsky i Em. Jaroslavsky. Més tard se'ls uní el primer socialdemòcrata buriat, Ts. Ts. Ranzhurov. També es formaren els primers cercles panmongolistes, encoratjats pels japonesos, dirigits per Bazar Baraadin (qui va crear un alfabet llatí adaptat al mongol modernitzat), Elbegdorj Rinchino, i Ts. Jamtsarano, tots ells educats en universitats russes.
Durant la revolució del 1905-1907 s'hi alçaren els treballadors industrials, ferroviaris, minaires, buscadors d'or i pagesos, dirigit pels grups bolxevics de Verkhneudinsk i Mysovsk, que formaven part del Comitè de l'Oblast Transbaikal del Partit Obrer Socialdemòcrata Rus, que formaren comitès de vaga i cossos armats. Pagesos russos i buriats ocuparen els terres dels monestirs i dels parents del tsar, i rebutjaren pagar tributs i càrregues. També es formaren el 1905 els Congressos Buriats a Verkhneudinsk, Txita i Irkutsk, on demanaren autogovern i el retorn de les terres arrabassades per la colonització. Els revolucionaris, però, foren reprimits per les tropes tsaristes.
Quan esclatà la Primera Guerra Mundial, els cosacs buriats foren mobilitzats al front, i molts buriats foren mobilitzats per a treballar en la rereguarda.